# 14631 Benbryan
14631 Benbryan este o planetă minoră (asteroid), cu un diametru de 17,461 km, din centura de asteroizi. A fost descoperită pe 15 noiembrie 1998 la Catalina Station⁠(d) de Catalina Sky Survey. 
Obiectul prezintă o orbită caracterizată de o semiaxă mare de 3,1487505 UAi, o excentricitate de 0,08, o înclinație de 15,27918 ° în raport cu ecliptica.